# Araegeus
Genre
Araegeus est un genre d'araignées aranéomorphes de la famille des Salticidae.

## Distribution
Les espèces de ce genre se rencontrent en Afrique du Sud et au Mozambique.

## Liste des espèces
Selon World Spider Catalog (version 18.0, 08/03/2017) :
- Araegeus fornasinii (Pavesi, 1881)
- Araegeus mimicus Simon, 1901

## Publication originale
- Simon, 1901 : Histoire naturelle des araignées. Paris, vol. 2, p. 381-668 (intégral).